# 君にエールを!
「君にエールを!」は、集まれ昌鹿野編集部の企画で生まれた楽曲である。2008年12月17日、ラジオ関西より発売。
同番組のオープニングにも使用されている。
ラジオ関西初回特典は特製ポストカード付き。コミック・マーケットでも配布された。
視聴者からの要望から再プレスしたものの、全く売れない状態が続き、小野坂が視聴者に訴えかけることもあった。1週間に30枚程度しか売れなかったという。
第34回「はたちの献血2009」（1月1日 - 2月28日）のキャンペンソング、「ひょうごの駅伝2012-2013（県高校駅伝）」（11月11日）のテーマソングに使用されている。

## 収録曲
1. 君にエールを! 
  - 作詞：うらん、作曲：斉藤英夫
  - ラジオ番組『集まれ昌鹿野編集部』オープニングテーマ
2. 笑える時間 
  - 作詞：Charly[1]、作曲：斉藤英夫
  - ラジオ番組『集まれ昌鹿野編集部』エンディングテーマ
3. 君にエールを！（off vocal）
4. 笑える時間（off vocal）
5. DJ MASAYA FUNKY RADIO
  - DJが小野坂昌也でゲストが鹿野優以である。